# حلفايا
حلفايا مدينة في محافظة حماة في سوريا، تقع إلى الشمال الغربي من مدينة حماة وتبعد عنها 25 كم وعن مدينة محردة 2 كم.

## أصل التسمية
يُعزى سبب تسمية هذه المدينة بهذا الاسم حلفايا لعدة مصادر ومنها لكثرة وجود نبات الحلفا على شواطئ نهر العاصي في الماضي وهناك أيضا مقولة أنه كانت على طريق القوافل التي تسير من الغرب إلى الشرق وبالعكس ومن الجنوب إلى الشمال وبالعكس وقد كانت فيها أماكن تستريح فيها القوافل بالقرب من نهر العاصي فكانت القوافل تسميها حل فيها أو حل فيا ويعتقد أيضا أنه من هنا جاءت التسمية.

## الموقع الجغرافي
تقع مدينة حلفايا في الشمال الغربي لمركز محافظة حماة وعلى بُعد (25) كم منها والمدينة واقعة في منطقة مرتفعة قليلا يحدها من الغرب مدينة محردة ويحدها من الشمال والشرق نهر العاصي يفصلها عن قرية الزلاقيات من الشمال و طيبة الإمام من الشرق ويستفاد من نهر العاصي في إرواء الأراضي الواقعة على ضفة النهر.
يخترق المدينة طريق عام يربط منطقة الساحل السوري مع طريق عام حلب - دمشق مرورا بمدينة طيبة الإمام من الشرق ومدينة محردة من الغرب ويجاورها من الجنوب نهر الساروت أحد روافد نهر العاصي.
ويحدها من الغرب خط حديدي يربط المحطة الحرارية مع مصفاة بترول حمص وذلك لنقل المحروقات إلى المحطة الحرارية لتوليد الكهرباء، ويوجد عدد من الطرق المعبدة ضمن المدينة بشكل جيد. وتبلغ المساحة الكلية لأرض حلفايا /33.979/ألف دونم أرض. منها /23.944/ألف دونم أرض مستثمرة، /10.16/ ألف دونم أرض غير مستثمرة.
ترتبط مدينة حلفايا مع مدينة حماة بطريق معبد عن طريق مدينة محردة طول 25 كم وترتبط بمحافظة حلب مخترقا مدينة طيبة الإمام بطول 9 كم ويوجد عدة طرق تربط مدينة حلفايا بالقرى والمزارع المجاورة وهي:
1. طريق حلفايا - المجدل بطول 7 كم
2. طريق حلفايا - بطيش بطول  6 كم
3. طريق حلفايا - الحيصة بطول  4 كم
4. طريق حلفايا - زلين بطول  3 كم

## لمحة
كانت في الماضي تشتهر بأشجار العنب وبعد اعتماد المزارعين على المياه الجوفية في ري مزروعاتهم تحولت الناس إلى زراعة المحاصيل المروية وفيها جميع أنواع المحاصيل الزراعية التي تتلائم مع المناخ المعتدل ويشتهر أهلها بالطيب والكرم.
ويبلغ الآن عدد سكان حلفايا ما يقارب /50000/ نسمة يعمل أكثر من نصفهم بالزراعة ويلف نهر العاصي مدينة حلفايا من ثلاث جهات الشرق والشمال والغرب كما يحيط السوار بالمعصم، وأرضها خصبة وشعبها مضياف كما بقية أهل المحافظة المعطاءة.
قام أهاليها بالتعاون بشكل منقطع النظير وكما عادتهم في بناء مشفى وطني بالعمل الشعبي حيث ساهم تقريبا جميع الأهالي في هذا العمل غير المسبوق فمن لم يمتلك المال ليتبرع به تبرع بالأرض، ومن لا يمتلك أي منهما، تبرع بجهده، فإنك تكاد لا تجد بيتا فيها إلا وحظي بشرف المساهمة في هذا العمل الرائع.
ومما زاد في شهرة هذه المدينة مؤخرا هي ريادتها في تصنيع الطراطير الحلفاوية، ناهيك عن اشتهارها في الماضي بصناعة الدبس وهي ذات صيت ذائع في هذا المجال
لنهر العاصي تاريخ عريق مع أهل حلفايا فلقد كان منذ القديم شريان الحياة لأهل حلفايا فمنه كانوا يشربون ويسقون مواشيهم ومزروعاتهم بالإضافة إلى أنه كان مصدرا للثروة السمكية، وكان ملهما للشعراء الذين لطالما تغنوا في شريان الحياة.

## شخصيات مشهورة
- الواء مرهف أبو قصرة
- الدكتور محمد طه الأحمد
- المهندس ماهر خليل الحسن
- العلامة الشيخ حسين الموسى رحمه الله

في 23/12/2012 ارتكب فيها مجزرة سميت مجزرة رغيف الخبز راح ضحيتها قرابة 98 شهيد وعشرات الجرحى والمعاقين حيث قام طيران الأسد بقصف تجمع للناس عند فرن في المدينة.